# Крејн (Мисури)
Крејн (енгл. Crane) град је у америчкој савезној држави Мисури.

## Демографија
По попису из 2010. године број становника је 1.462, што је 72 (5,2%) становника више него 2000. године.
| Група             | 2000.         | 2010.         |
| Белци             | 1.337 (96,2%) | 1.412 (96,6%) |
| Афроамериканци    | 1 (0,1%)      | 1 (0,1%)      |
| Азијати           | 1 (0,1%)      | 3 (0,2%)      |
| Хиспаноамериканци | 12 (0,9%)     | 18 (1,2%)     |
| Укупно            | 1.390         | 1.462         |